# Нонтхабури
Нонтхабури (тайск. นนทบุรี) — город в одноимённой провинции Таиланда. Часть Большого Бангкока.
Население к началу 2015 года составляло 257 тысяч человек.

## География
Нонтхабури расположен в 20 км севернее Бангкока на реке Чаупхрайя.

## История
Город существовал уже в аюттхайский период истории Таиланда. Он дважды менял своё местоположение. Сначала в 1665 году сиамский царь Нараи перенёс Нонтхабури к крепости Менам Ом, а в 1928 году король Прачадипок (Рама VII) переместил его на современное место.
С 1 января 1943 по 9 мая 1946 года Нонтхабури входил в состав Бангкока. За исключением этого периода, когда город назывался просто Нонтхабури, официальное название было и остаётся Мыанг Нонтхабури.

## Экономика
Город окружён фруктовыми садами. В 2001 году немецкая компания Stiebel Eltron открыла завод по сборке бытовой техники.

## Достопримечательности
Транспортные каналы (кхлонги) сохранились с XIX века и дают представление о состоянии Бангкока того времени.
Старая ратуша в европейском стиле была построена в правление короля Рамы VII. Она украшена резьбой из тикового дерева.